# Henryk Reyman

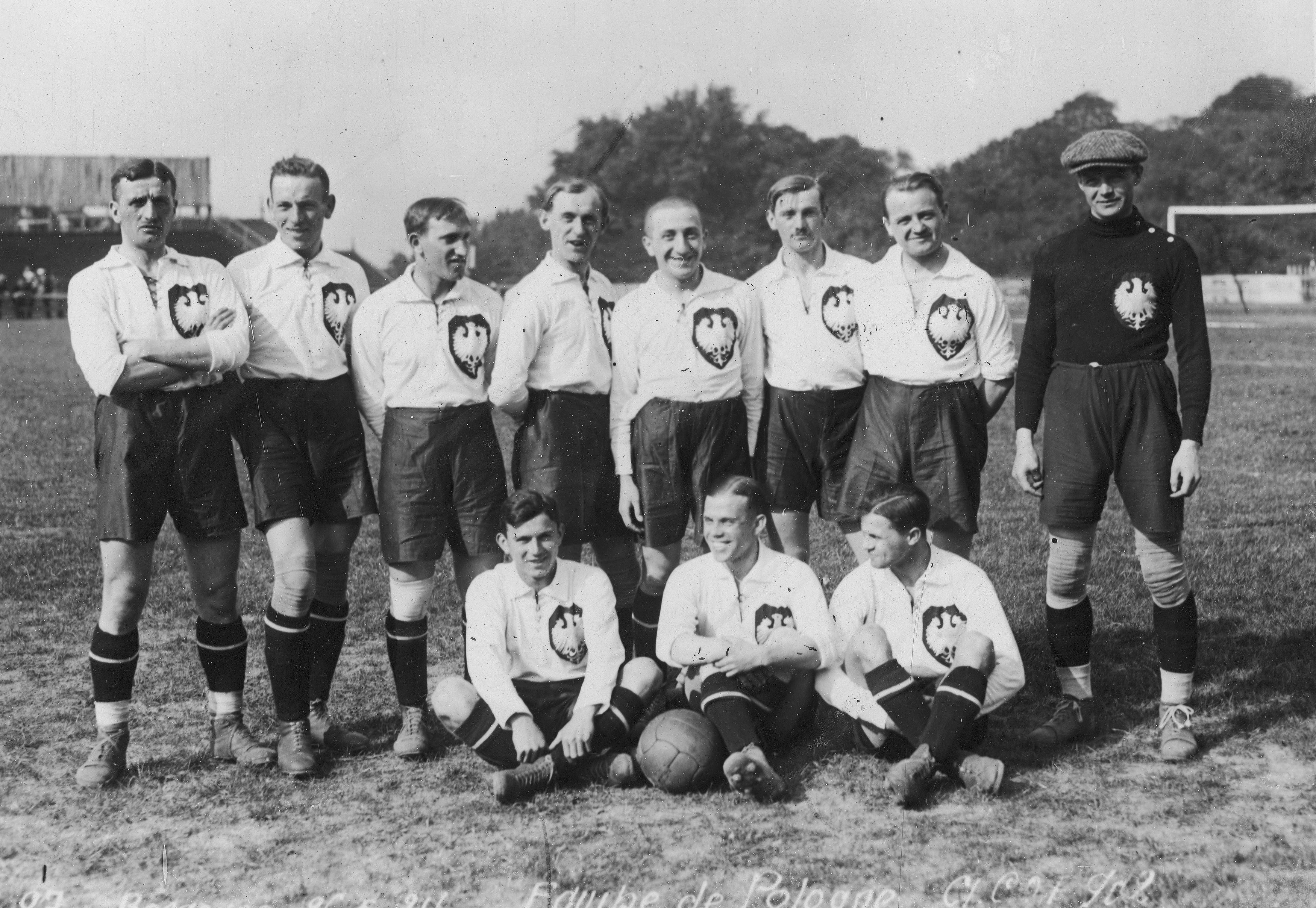
Henryk Reyman (drugi od lewej) w barwach reprezentacji Polski na IO 1924

Henryk Tomasz Reyman vel Reymann (ur. 28 lipca 1897 w Krakowie, zm. 11 kwietnia 1963 tamże) – polski piłkarz występujący na pozycji napastnika, reprezentant Polski w latach 1922–1931, olimpijczyk, trener i działacz piłkarski, podpułkownik Wojska Polskiego.

## Życiorys

### Służba wojskowa
Urodził się w Krakowie, w rodzinie Władysława, urzędnika pocztowego, i Franciszki z Czernych. Był starszym bratem Jana – również piłkarza.
Ukończył III Gimnazjum im. Sobieskiego w Krakowie. Podczas I wojny światowej walczył w szeregach armii austriackiej. Po przeszkoleniu został skierowany na front włoski na którym walczył od 1 marca 1915 do 31 grudnia 1916. Od 1 stycznia 1917 do 10 września 1918 walczył na froncie włoskim. Podczas walk na froncie włoskim został dwukrotnie ranny. 1 kwietnia 1917 został awansowany na podporucznika. 
W listopadzie 1918 został przyjęty do Wojska Polskiego z byłej armii austro-węgierskiej w stopniu podporucznika. Na początku 1919 roku uzyskał przydział do 3 Pułku Piechoty; w czasie walk polsko-ukraińskich o Małopolskę Wschodnią walczył w obronie Lwowa i Przemyśla, a następnie brał udział w przygotowaniach do I powstania śląskiego. Brał również udział w akcji plebiscytowej na terenie Spisza i Orawy. 1 grudnia 1919 roku został mianowany porucznikiem. Przydzielony do 20 Pułku Piechoty, walczył w wojnie polsko-bolszewickiej. Podaje się, że miał być odznaczony za czyny bojowe Krzyżem Walecznych i to aż czterokrotnie, lecz informacji tej nie potwierdzają Roczniki Oficerskie z 1923, 1924, 1928, 1932 i 1939 roku. W 1921 roku ukończył czteromiesięczny kursu w Szkole Podchorążych Piechoty w Warszawie. Uczestniczył w III powstaniu śląskim. 
3 maja 1922 roku został zweryfikowany w stopniu porucznika ze starszeństwem z 1 czerwca 1919 roku i 1325. lokatą w korpusie oficerów piechoty, a jego oddziałem macierzystym był nadal 20 Pułk Piechoty. W listopadzie 1924 został przydzielony z 20 pp w Krakowie do Oddziału Wyszkolenia Dowództwa Okręgu Korpusu Nr V na stanowisko referenta. Z dniem 7 marca 1925 został przydzielony z DOK V do macierzystego 20 pp. 3 maja 1926 został mianowany kapitanem ze starszeństwem z dniem 1 lipca 1925 roku i 223. lokatą w korpusie oficerów piechoty. 26 kwietnia 1928 został przeniesiony z 20 pp do 5 pułku piechoty Legionów w Wilnie. W grudniu 1929 roku ponownie przeniesiony do 20 pp. Jesienią 1930 roku został przeniesiony do 5 Okręgowego Urzędu Wychowania Fizycznego i Przysposobienia Wojskowego w Krakowie. Dwa miesiące później otrzymał przeniesienie do Centralnego Instytutu Wychowania Fizycznego w Warszawie. 28 czerwca 1933 roku ogłoszono jego przeniesienie do 18 pułku piechoty w Skierniewicach. W skierniewickim garnizonie pełnił służbę do 1936 roku. W marcu tego roku został awansowany na majora w korpusie oficerów piechoty. 
Tuż przed drugą wojną światową i w czasie wojny obronnej 1939 dowódca I batalionu 37 pułku piechoty z Kutna. 20 września został ranny w bitwie nad Bzurą. Jako jeniec trafił do szpitala w Rawie Mazowieckiej. Z powodu ciążącego na nim od 1940 roku wyroku sądu hitlerowskiego skazującego na karę śmierci ukrywał się w Krakowie u Benedyktynek oraz w majątku Tarnowskich w Dzikowie.

### Kariera sportowa
W latach 1910–1933 występował w Wiśle Kraków. W latach 1927–1933 zdobył 109 goli w 131 meczach ligowych. Kilkukrotnie był kapitanem związkowym (selekcjonerem reprezentacji Polski w piłce nożnej mężczyzn).
W 1924 pełnił funkcję kapitana reprezentacji na igrzyskach olimpijskich w Paryżu
Był członkiem honorowym PZPN. Będąc selekcjonerem reprezentacji stworzył zawołanie Orły, do boju!. Od kwietnia 1945 prowadził działalność w strukturach krajowych i okręgowych ruchu sportowego. Brał czynny udział w reaktywacji PZPN. Od 29 czerwca 1945 był członkiem zarządu związku i jednocześnie kapitanem związkowym. Funkcję kapitana związkowego pełnił do 30 sierpnia 1947 roku. W latach 1956–1959 ponownie pracował we władzach PZPN. Od 22 września 1956 do 17 lutego 1957 wchodził w skład kapitanatu. 14 lutego 1959 został przewodniczącym kapitanatu. W latach 1956–1962 pełnił również funkcję selekcjonera Krakowskiego Okręgowego Związku Piłki Nożnej (KOPZN). Był jednocześnie wiceprezesem Wisły Kraków. W 1959 został honorowym członkiem PZPN. Ponadto posiadał także honorowe członkostwo KOPZN i stanowisko honorowego prezesa Wisły Kraków. Został pochowany na cmentarzu Rakowickim w Krakowie (kwatera 26-płd-po lewej Sroczyńskich). 
Sukcesy

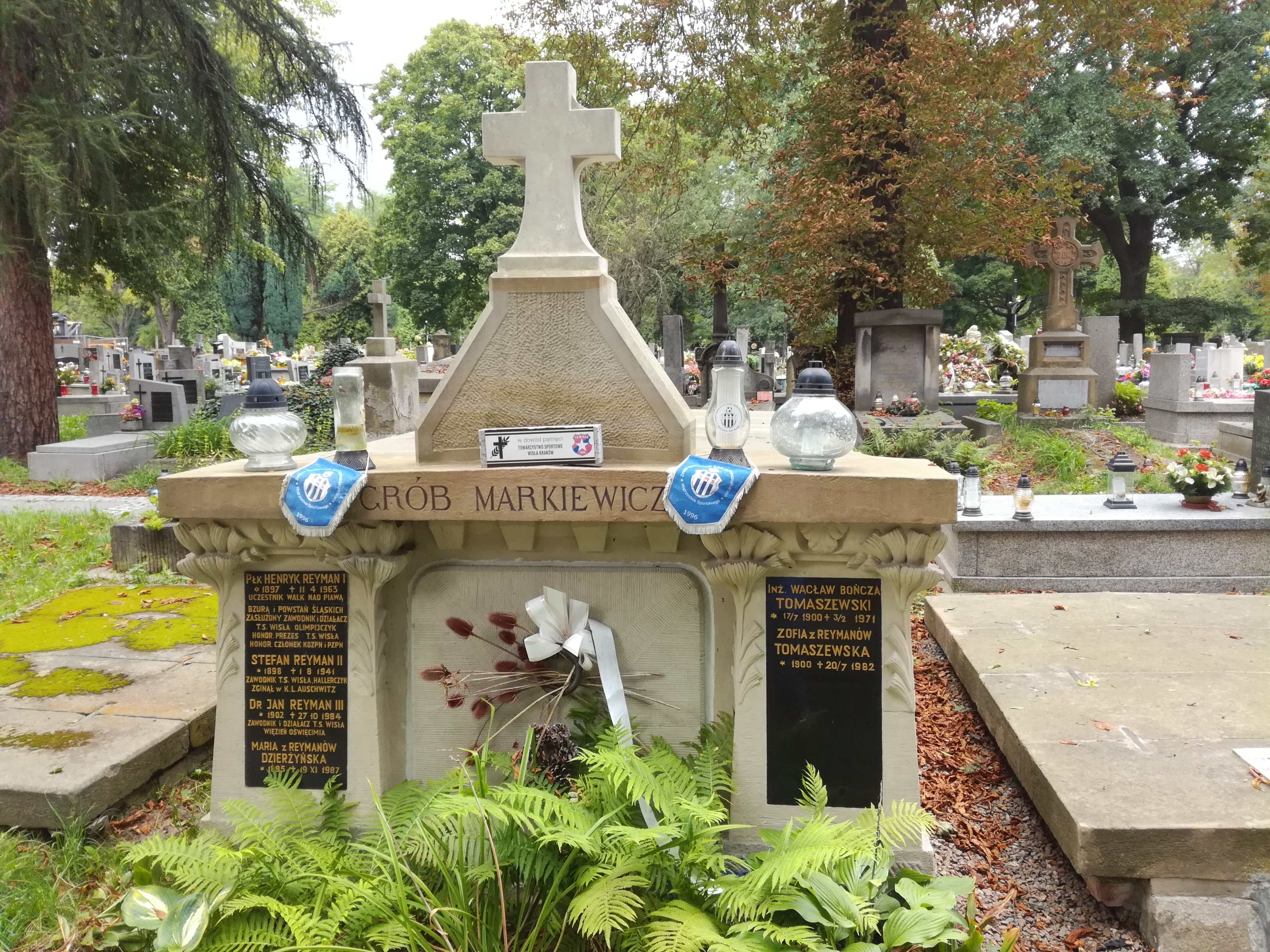
Grób Henryka i Jana Reymana na cmentarzu Rakowickim

- dwukrotne mistrzostwo Polski z Wisłą w 1927 i 1928
- dwukrotny król strzelców w 1925 (11 goli) i w 1927 (37 goli)
- dziewięciokrotny reprezentant kraju

Rekordy
- 1927 rok – strzelił 37 bramek w jednym sezonie
- 1927 rok – strzelił jako pierwszy w polskiej lidze 5 bramek w jednym meczu (z Warszawianką)

## Rodzina
Był żonaty z Lidią z domu Dudek; małżeństwo zawarli w 1936 roku. Jego dwaj bracia byli więzieni w KL Auschwitz - Stefan zmarł tam w 1941 roku, a Jan - przeżył obóz. Młodsza siostra - Zofia, po mężu Tomaszewska, ukrywała Żydów, za co została w 2007 uhonorowana tytułem Sprawiedliwej wśród Narodów Świata.

## Ordery i odznaczenia
- Złoty Krzyż Zasługi (1938)[31]
- Medal Niepodległości (9 listopada 1933)[32]
- Srebrny Krzyż Zasługi (10 listopada 1928)[33][34]
- Krzyż na Śląskiej Wstędze Waleczności i Zasługi (1931)[35]
- Medal Pamiątkowy za Wojnę 1918–1921
- Medal Dziesięciolecia Odzyskanej Niepodległości
- Oficer Orderu Korony Rumunii (Rumunia)[36]

## Upamiętnienie
Od 1972 roku jego imieniem nazwano jedną z ulic Krakowa (przylegającą do stadionu Wisły). Od 2006 jego imię nosi Stadion Miejski w Kutnie. 23 stycznia 2008 radni Krakowa podjęli decyzję, że stadion Wisły Kraków będzie nosił jego imię. W czerwcu 2009 roku Mirosław Szymkowiak, Marek Konieczny i Tomasz Frankowski założyli w Krakowie Akademię Piłkarską 21 im. Henryka Reymana.
Został przedstawiony na obrazie Vlastimila Hofmana. 